# 20 км (зупинний пункт, Південна залізниця)
20 кіломе́тр — залізничний пасажирський зупинний пункт Куп'янської дирекції Південної залізниці.
Розташований у селі Стара Гнилиця, Чугуївський район, Харківської області на лінії Занки — Коробчине між станціями Коробчине (8 км) та Занки (19 км).
Станом на травень 2019 року щодоби дві пари приміських електропоїздів здійснюють перевезення за маршрутом Гракове/Занки — Лосєве/Харків-Левада.